# Екологічна стежка

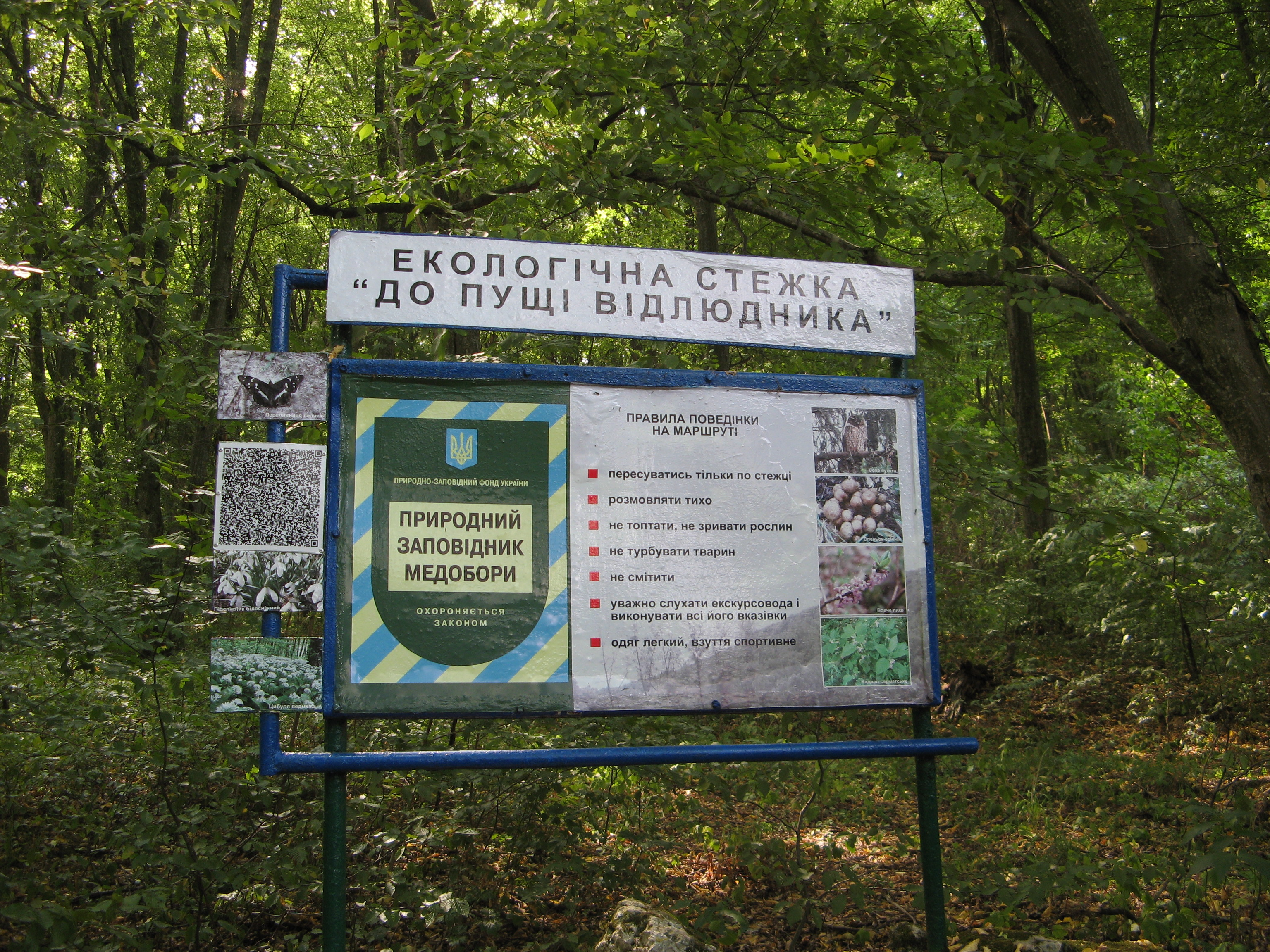
Екологічна стежка в заповіднику Медобори

Екологі́чна сте́жка — пізнавально-туристична стежка. Облаштовані та особливо охоронювані прогулянково-пізнавальні маршрути, створювані з метою екологічної освіти населення через встановлені за маршрутом інформаційні стенди. Зазвичай такі стежки прокладають по зонах організованого туризму, в національних парках, ландшафтних заповідниках.
Прикладом може слугувати екологічна стежка у найбільшому в Європі  піщаному масиві у Національному природному парку "Олешківські піски". Стежка облаштована оглядовими майданчиками, дороговказами, фотозонами, місцями перепочинку тощо. Стежка прокладена так, що дає змогу у супроводі екскурсовода ознайомитись із незвичайним як для України ландшафтом, його походженням, своєрідними рослинами й тваринами. 

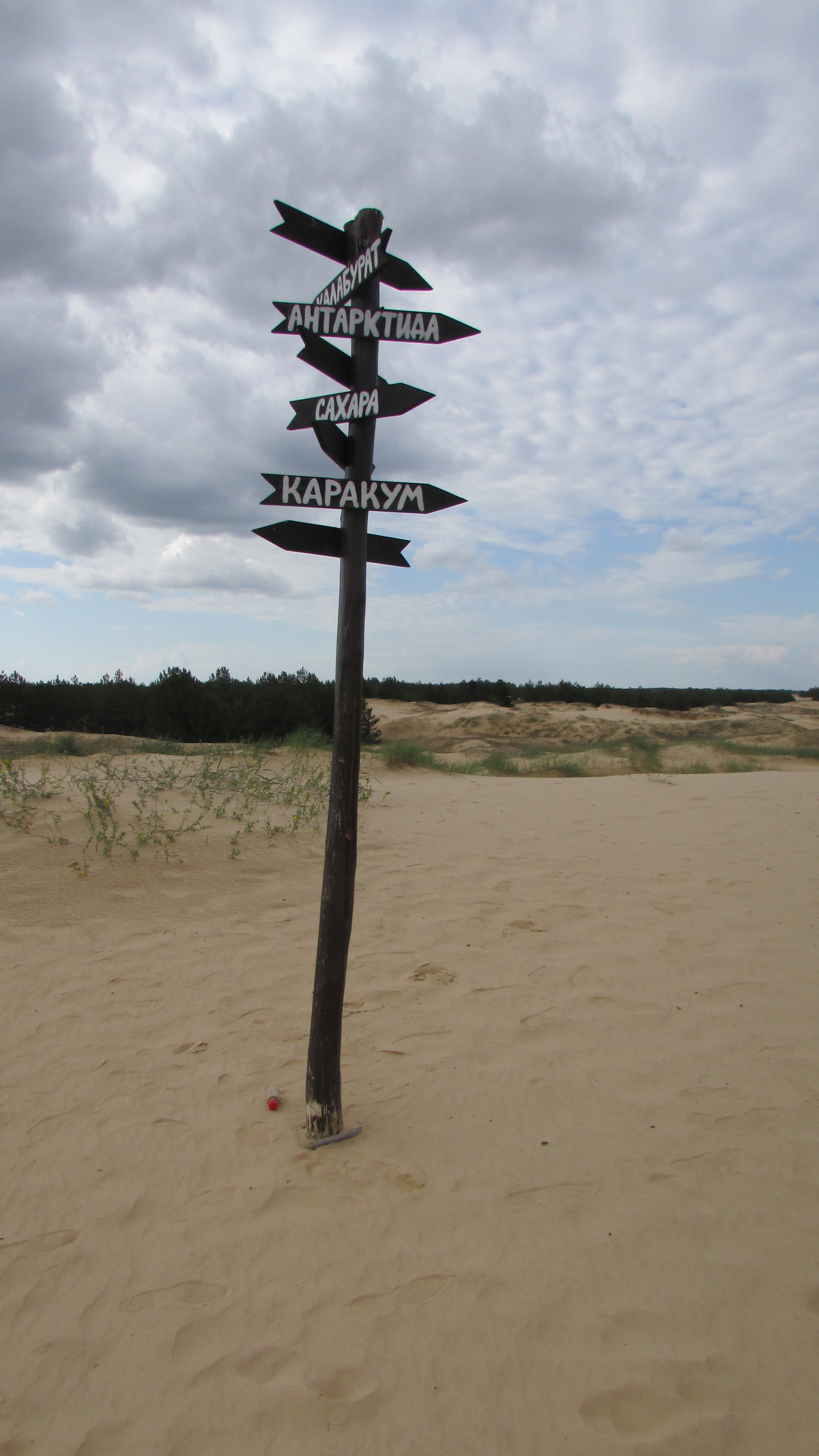
Жартівливий дорожній знак, цілком доречний у пустелі
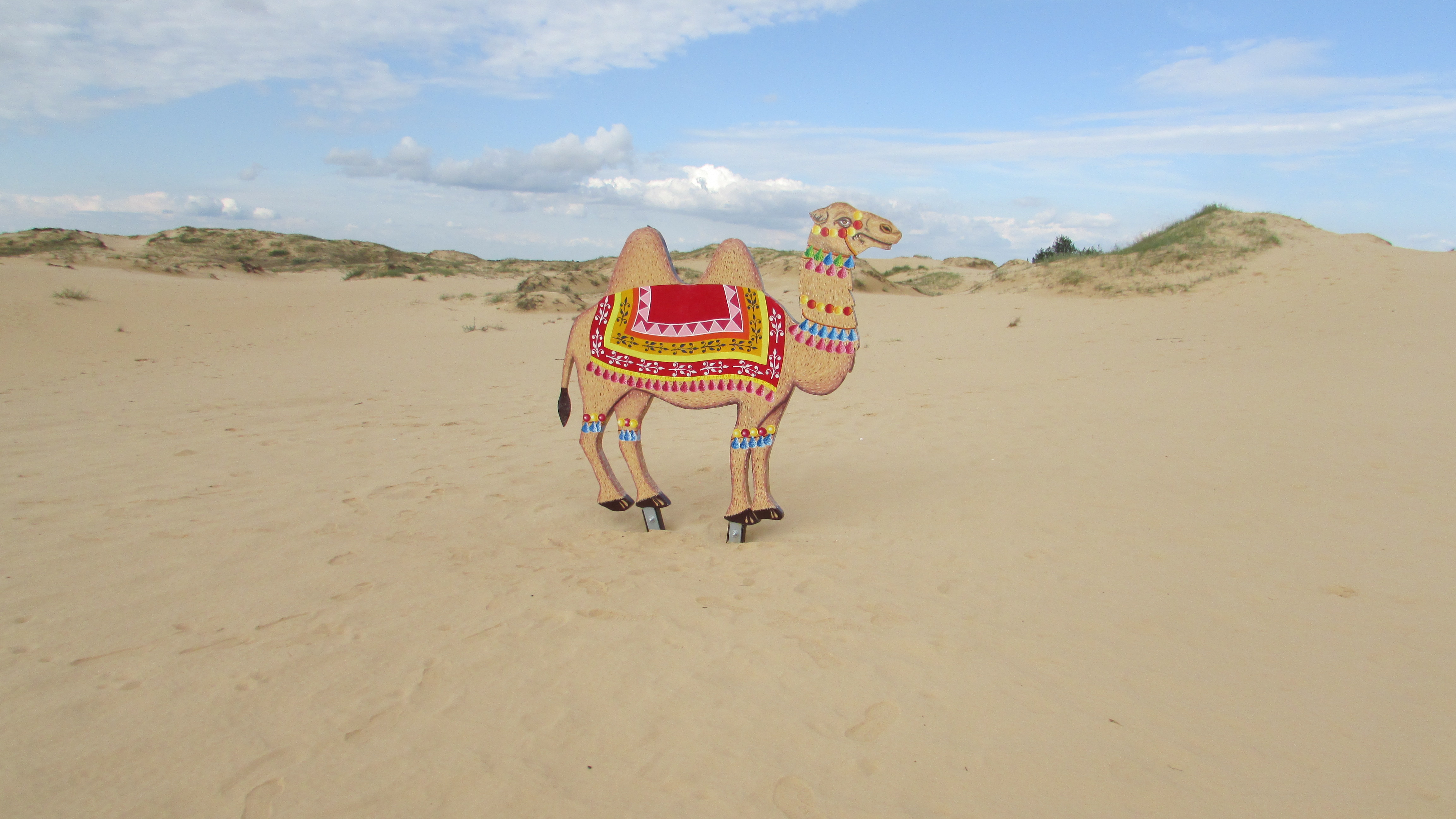
Одна з фотозон на екологічній стежці
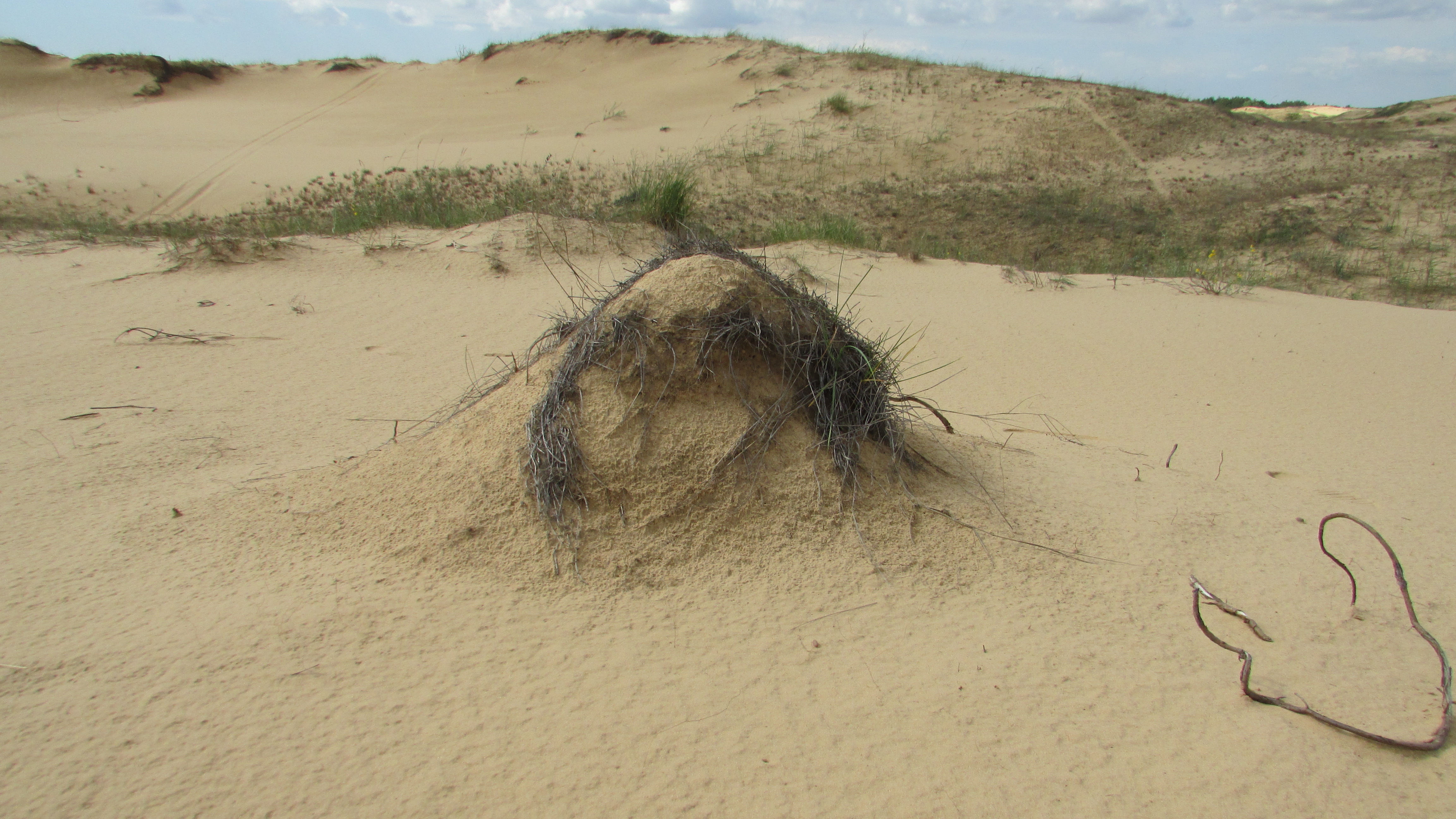
Туристична розвага - перетворити нанесений вітром  горбочок на казкову голову з волоссям із сухої трави